# Jackson Ragen
Jackson Cameron Ragen (ur. 24 września 1998 w Seattle) – amerykański piłkarz występujący na pozycji środkowego obrońcy, od 2022 roku zawodnik Seattle Sounders.